# Globo di Cristallo
Il Globo di Cristallo (Křišťálový glóbus) è il principale premio conferito dal Festival internazionale del cinema di Karlovy Vary. Viene assegnato dal 1948. Nelle edizioni precedenti il premio aveva altri nomi.

## Globo di cristallo
| Anno | Film                                                              | Regista                            | Nazione              |
| ---- | ----------------------------------------------------------------- | ---------------------------------- | -------------------- |
| 1948 | L'ultima tappa (Ostatni etap)                                     | Wanda Jakubowska                   | Polonia              |
| 1949 | La battaglia di Stalingrado (Stalingradskaya bitva I,II)          | Vladimir Petrov                    | Unione Sovietica     |
| 1950 | La caduta di Berlino (Padeniye Berlina I,II)                      | Michail Čiaureli                   | Unione Sovietica     |
| 1951 | Il cavaliere dalla stella d'oro (Kavalier zolotoj zvezdy)         | Julij Rajzman                      | Unione Sovietica     |
| 1952 | L'indimenticabile 1919 (Nezabyvayemyj god 1919)                   | Michail Čiaureli                   | Unione Sovietica     |
| 1953 | Il Festival non ha avuto luogo                                    |                                    |                      |
| 1954 | Veri amici (Vernje družja)                                        | Michail Kalatozov                  | Unione Sovietica     |
| 1954 | Sfida a Silver City (Salt of the Earth)                           | Herbert Biberman                   | Stati Uniti          |
| 1955 | Il Festival non ha avuto luogo                                    |                                    |                      |
| 1956 | S.O.S. Lutezia (Si tous les gars du monde)                        | Christian-Jaque                    | Francia              |
| 1957 | All'erta (Jagte Raho)                                             | Shambu Mitra e Amit Moitra         | India                |
| 1958 | Il placido Don (Tikhiy Don)                                       | Sergej Gerasimov                   | Unione Sovietica     |
| 1958 | Ibo kyoudai                                                       | Miyoji Ieki                        | Giappone             |
| 1960 | Sergino (Serëšza)                                                 | Georgij Danelija e Igor Talankin   | Unione Sovietica     |
| 1962 | Nove giorni in un anno (9 dney odnogo goda)                       | Michail Romm                       | Unione Sovietica     |
| 1964 | L'accusato (Obžalovaný)                                           | Ján Kadár e Elmar Klos             | Cecoslovacchia       |
| 1966 | Premio non assegnato                                              |                                    |                      |
| 1968 | Un'estate capricciosa (Rozmarné léto)                             | Jiří Menzel                        | Cecoslovacchia       |
| 1970 | Kes                                                               | Ken Loach                          | Regno Unito          |
| 1972 | Domare il fuoco (Ukroshcheniye ognya)                             | Daniil Chrabrovitskij              | Unione Sovietica     |
| 1974 | Romans o vljublennych                                             | Andrej Končalovskij                | Unione Sovietica     |
| 1976 | La cantata de Chile                                               | Humberto Solás                     | Cuba                 |
| 1978 | Bim bianco dall'orecchio nero (Belyy Bim - Chyornoe ukho)         | Stanislav Rostockij                | Unione Sovietica     |
| 1978 | Le ombre di una calda estate (Stíny horkého léta)                 | František Vláčil                   | Cecoslovacchia       |
| 1980 | La fidanzata (Die Verlobte)                                       | Günter Reisch e Günther Rücker     | Germania Est         |
| 1982 | Messico in fiamme (Meksika v ogneh)                               | Sergej Bondarčuk                   | Unione Sovietica     |
| 1984 | Lev Tolstoj                                                       | Sergej Gerasimov                   | Unione Sovietica     |
| 1986 | Una strada per morire (A Street to Die)                           | Bill Bennett                       | Australia            |
| 1988 | Fu rong zhen                                                      | Xie Jin                            | Cina                 |
| 1990 | Premio non assegnato                                              |                                    |                      |
| 1992 | Krapatchouk                                                       | Enrique Gabriel                    | Spagna               |
| 1994 | Il suo fratello dell'animo (Mi hermano del alma)                  | Mariano Barroso                    | Spagna               |
| 1995 | The Ride (Jízda)                                                  | Jan Svěrák                         | Rep. Ceca            |
| 1996 | Il prigioniero del Caucaso (Kavkazskiy plennik)                   | Sergej Bodrov                      | Russia               |
| 1997 | La mia vita in rosa (Ma vie en Rose)                              | Alain Berliner                     | Belgio               |
| 1998 | Le coeur au poing                                                 | Charles Binamé                     | Canada               |
| 1999 | Ha Chaverim shel Yana                                             | Arik Kaplun                        | Israele              |
| 2000 | Eu tu eles                                                        | Andrucha Waddington                | Brasile              |
| 2001 | Il favoloso mondo di Amélie (Le fabuleux destin d'Amélie Poulain) | Jean-Pierre Jeunet                 | Francia              |
| 2002 | Rok Dábla                                                         | Petr Zelenka                       | Rep. Ceca            |
| 2003 | La finestra di fronte                                             | Ferzan Özpetek                     | Italia               |
| 2004 | Certi bambini                                                     | Andrea Frazzi e Antonio Frazzi     | Italia               |
| 2005 | Mój Nikifor                                                       | Krzysztof Krauze                   | Polonia              |
| 2006 | SherryBaby                                                        | Laurie Collyer                     | Stati Uniti          |
| 2007 | Mýrin                                                             | Baltasar Kormákur                  | Islanda              |
| 2008 | Terribly Happy (Frygtelig Lykkelig)                               | Henrik Ruben Genz                  | Danimarca            |
| 2009 | Un ange à la mer                                                  | Frédéric Dumont                    | Belgio               |
| 2010 | La mosquitera                                                     | Agustí Vila                        | Spagna               |
| 2011 | Restoration (Boker tov adon fidelman)                             | Yossi Madmoni                      | Israele              |
| 2012 | Quasi uomo (Mer eller mindre mann)                                | Martin Lund                        | Norvegia             |
| 2013 | Il grande quaderno (A nagy füzet)                                 | János Szász                        | Ungheria             |
| 2014 | Corn Island (Simindis kundzuli)                                   | Giorgi Ovashvili                   | Georgia              |
| 2015 | Bob and the Trees                                                 | Diego Ongaro                       | Stati Uniti/ Francia |
| 2016 | Ernelláék Farkaséknál                                             | Szabolcs Hajdu                     | Ungheria             |
| 2017 | Il piccolo crociato (Křižáček)                                    | Václav Kadrnka                     | Rep. Ceca            |
| 2018 | Îmi este indiferent dacă în istorie vom intra ca barbari          | Radu Jude                          | Romania              |
| 2019 | The Father                                                        | Kristina Grozeva e Petar Valchanov | Bulgaria             |